# Bahnstrecke Skopje–Ohrid
| HFB Brigadelokomotive JŽ 99.4.084, heute vor dem Eisenbahnmuseum Belgrad |                     |                 |                 |
| Streckenverlauf in Kochs und Opitzs Eisenbahn- und Verkehrs-Atlas von Europa, 1926 |                     |                 |                 |
| Streckenlänge: | Mehr als 167 km     |                 |                 |
| Spurweite: | 600 mm (Schmalspur) |                 |                 |
| |                     |                 |                 |
| \| \| \| von Veles \| \| \| \| \| von Alexandrovo \| \| \| \| \| Skopje \| \| \| \| \| nach Glumovo \| \| \| \| 0 \| Gostivar \| Gostivar \| \| \| 84 \| Kičevo \| Kičevo \| \| \| 160 \| Podmole \| Podmole \| \| \| 167 \| Ohrid \| Ohrid \| |                     |                 |                 |
| Strecke |                     | von Veles       | von Veles       |
| Abzweig geradeaus, nach rechts und von rechts |                     | von Alexandrovo | von Alexandrovo |
| Bahnhof |                     | Skopje          | Skopje          |
| Abzweig geradeaus und nach rechts |                     | nach Glumovo    | nach Glumovo    |
| Bahnhof | 0                   | Gostivar        | Gostivar        |
| Kopfbahnhof Strecke ab hier außer Betrieb | 84                  | Kičevo          | Kičevo          |
| Bahnhof (Strecke außer Betrieb) | 160                 | Podmole         | Podmole         |
| Kopfbahnhof Streckenende (Strecke außer Betrieb) | 167                 | Ohrid           | Ohrid           |

Die Bahnstrecke Skopje–Ohrid war eine Schmalspurbahn im Gebiet des heutigen Nordmazedonien. Sie hatte eine Spurweite von 600 mm. Die mehr als 167 km lange Strecke verlief von Skopje über Gostivar, Kičevo und Podmolje nach Ohrid.

## Geschichte

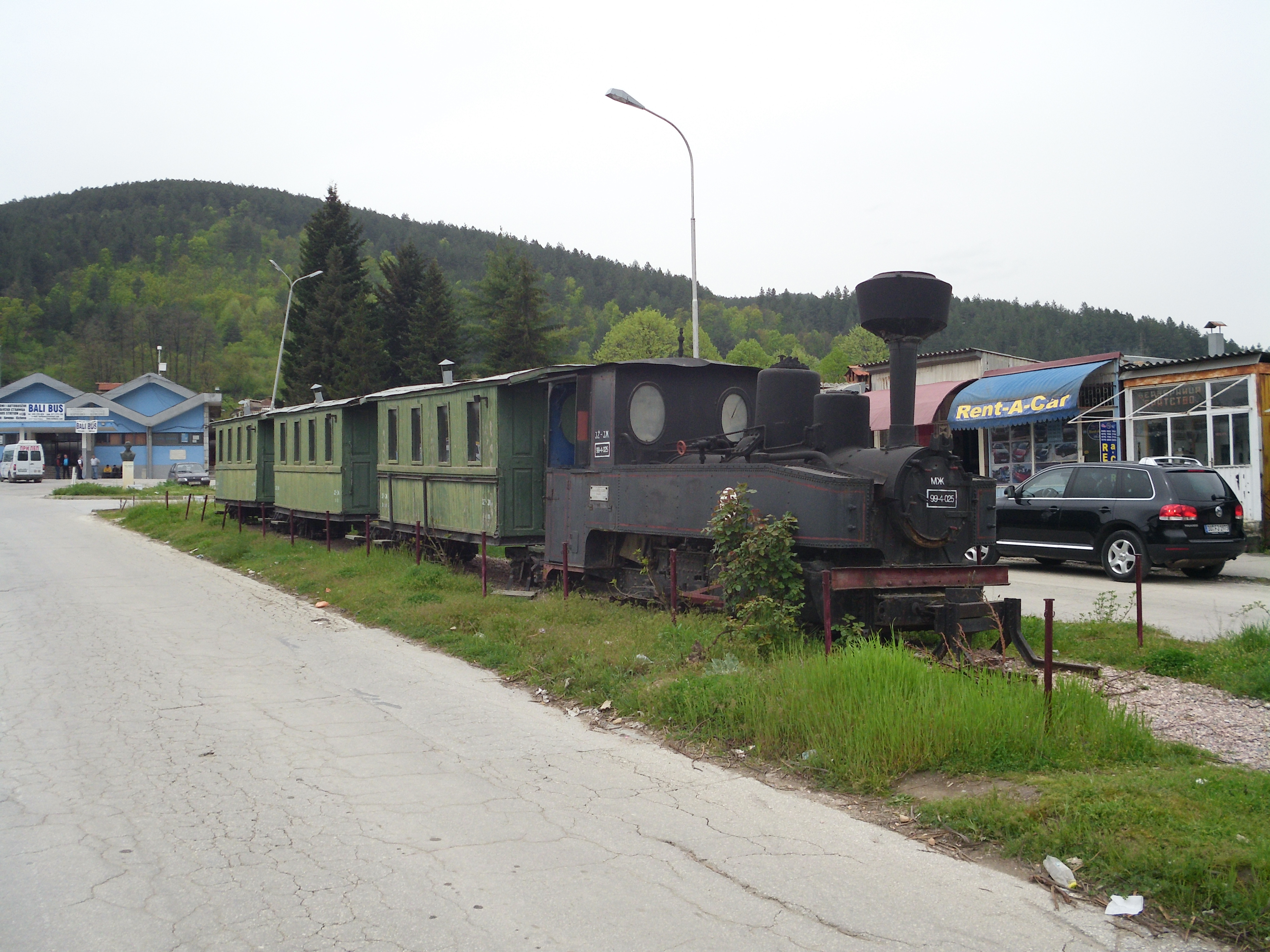
Denkmalzug in Kičevo

Kurz vor dem Ersten Weltkrieg war Vardar-Mazedonien ein Teil des Königreichs Serbien und gehörte damit nicht zu Österreich-Ungarn. Während des Krieges wurde es vom Zarentum Bulgarien besetzt. Während der Besatzungszeit wurde die Bahnstrecke als Teil einer militärisch genutzten Feldbahn mit der bulgarischen Spurweite von 600 mm anstelle der bei den österreichisch-ungarischen Eisenbahnen üblichen bosnischen Spurweite von 760 mm  gebaut, für die das spätere Jugoslawien so bekannt war. Der Bau des Streckenabschnitts von Gradsko nach Drenovo begann am 26. Februar 1916. Der Bau der Strecke nach Ohrid begann im Sommer 1916 und 1923 wurde der Verkehr vom General-Hanris-Bahnhof (heute Gjorče Petrov) am Westrand von Skopje bis Ohrid aufgenommen.
Auf der Strecke wurden mehrere vierfachgekuppelte Heeresfeldbahn-Brigadelokomotiven der späteren JŽ-Klasse 99.4 eingesetzt. Während der separatistischen Informbiro-Zeit ab 1948 wurde erneut in die Strecke investiert. Zwischen Skopje und Kičevo wurde die Schmalspurbahn durch eine zum Teil auf der alten Trasse verlaufende normalspurige Strecke ersetzt. Die neue Strecke ging am 25. Mai 1952 bis Gostivar sowie 1969 bis Kičevo in Betrieb und ist heute noch in Betrieb. Die verbliebene Schmalspurstrecke wurde 1966 stillgelegt.
In den 1930er Jahren erwogen die Italiener, diese Strecke in die Bahnlinie von der Adria-Küste in Albanien entlang dem Westufer des Ohridsees über Podmole und Tetovo nach Skopje zu integrieren. Im Jahr 1961 benötigte die Eisenbahn 17¾ Stunden für die 167 km lange Strecke von Gostivar (Abfahrt 8:58 Uhr) nach Ohrid (Ankunft 0:46 Uhr).
Heute endet die Albanische Eisenbahn in Pogradec, am Nordufer des Sees. Es gibt erneut Pläne, sie entlang der alten Strecke bis nach Skopje zu verlängern, was aber bisher als unwahrscheinlich gilt.

## Schienenfahrzeuge
Die Henschel-Brigadelok JŽ 99.4.053 mit der Seriennummer 15079 von 1917 und drei Wagen sind in Kičevo als Denkmal unter freiem Himmel ausgestellt. Die Lok JŽ 99.4.084 steht vor dem Eisenbahnmuseum Belgrad. Die Vulkan-Lok JŽ 99.4.025 mit der Seriennummer 3129 von 1917 wurde für einige Jahre im Depot von Lisice, einem süd-östlichen Vorort von Skopje, erhalten.